# Godfried Danneels
Godfried Maria Jules Danneels (Kanegem, Brujas, 4 de junio de 1933-Malinas, 14 de marzo de 2019) fue un cardenal belga de la Iglesia católica. Fue arzobispo metropolitano de Malinas-Bruselas y presidente de la conferencia episcopal de su país natal desde 1979 hasta 2010. Fue elevado al cardenalato en 1983. Su renuncia a la edad de 75 fue aceptada por el papa Benedicto XVI el 18 de enero de 2010. Perteneció al Grupo de San Galo.

## Biografía

### Primeros años y ordenación
Nacido en Kanegem, Tielt, Flandes Occidental, fue el mayor de seis hermanos. Danneels entró en el Seminario Mayor de Brujas para ser sacerdote. Fue ordenado sacerdote el 17 de agosto de 1957 por Emiel-Jozef De Smedt, obispo de Brujas.

### Profesor y pastor
Estudió filosofía tomista en el Instituto Superior de Filosofía y Teología de Lovaina y en la Pontificia Universidad Gregoriana de Roma. Después de obtener su doctorado en teología, fue profesor en el Seminario de Brujas y en la Universidad Católica de Lovaina.
Como académico, llevó a cabo un estudio profundo de la liturgia. Los artículos que escribió para el Diccionario de la liturgia le hicieron famoso. Danneels participó activamente en la redacción Sacrosanctum Concilium, la constitución sobre liturgia del Concilio Vaticano II.

### Obispo
El 4 de noviembre de 1977, Danneels fue nombrado obispo de Amberes por el papa Pablo VI. Recibió su consagración episcopal el 18 de diciembre siguiente por el cardenal Leo Jozef Suenens. Fue promovido al arzobispado de Malinas-Bruselas el 19 de diciembre de 1979, por lo que fue el primado de Bélgica y obispo del ordinariato católico militar de la nación. El 2 de febrero de 1983 fue nombrado cardenal por el papa Juan Pablo II.
Durante el Sínodo de obispos sobre el papel de la familia cristiana en el mundo contemporáneo (1980), en el que representó a su conferencia episcopal, fue elegido por amplia mayoría miembro de la Secretaría General de dicho Sínodo. A partir de entonces, participó en numerosos sínodos de obispos.

### Cónclave papal de 2005
A la muerte del papa Juan Pablo II en 2005, Danneels fue catalogado como un posible sucesor (o papable), aunque con credenciales debilitados debido al hecho de que era un arzobispo de un país donde el aborto, la eutanasia y matrimonios del mismo sexo habían sido recientemente legalizados y que, durante su administración, la asistencia a la iglesia y las vocaciones pastorales cayeron a mínimos históricos.
Danneels participó en el cónclave papal de 2005, que eligió a Benedicto XVI.

#### Grupo de San Galo
Godfried Danneels admitió, en su biografía autorizada en el mes de septiembre del año 2015, haber pertenecido desde el año 1999 a un grupo llamado Mafia para conspirar en la elección del sucesor del papa Juan Pablo II y posteriormente en la elección del papa Francisco.

### Jubilación y sucesión
En 2008, Danneels alcanzó la edad obligatoria de jubilación y el 18 de enero de 2010, fue sustituido como arzobispo de Malinas-Bruselas por André-Mutien Léonard.

## Polémica
Godfried Danneels fue criticado por su oscuro rol en la sucesión de Benedicto XVI. En septiembre de 2015 se publicó en Bélgica un libro donde se denuncia cómo Danneels junto a otros cardenales comenzaron a reunirse a partir de 1996 para planificar la sucesión de Juan Pablo II y bloquear el ascenso de Benedicto XVI, por no compartir su ideología. Según este libro, el cardenal Danneels habría sugerido al rey Balduino, ferviente católico, que incentivara el aborto libre en Bélgica, lo que fue rechazado de plano por Balduino. También habría llamado a varios políticos belgas para felicitarlos por la aprobación del matrimonio homosexual.
Godfried Danneels fue acusado de ocultar casos de abusos sexuales dentro de la Iglesia católica belga. Cuando un obispo belga fue acusado de abusos sexuales por uno de sus sobrinos, Daneels recomendó en 2010 a la víctima no denunciarlo públicamente hasta el año siguiente en que se jubilaría el obispo para así evitar el escándalo por algo ocurrido en las décadas de 1970 y 1980. El sobrino presentó una grabación que llevó al obispo a admitir su culpa y renunciar.

## Publicaciones
- Las siete palabras de Jesús en la Cruz. Editorial San Pablo. 2010. ISBN 9789587154160.
- Una mirada de esperanza. Palabra. 2001. ISBN 9788482395326.
- Words of Life. Rowman & Littlefield. 1991. ISBN 9781556123139.